# 符兆祥
符兆祥（Fu Zhaoxiang，1939年7月26日—），台湾華文作家，祖籍海南文昌，曾任世界华文作家协会秘书长兼创办人。

## 生平
1939年出生於香港，他先在中國大陸災胞救濟總會工作，曾主編《法律世界月刊》和《法論月刊》，成了作家，僑務委員會「海外華文教師」，后辭職創辦了「世界華文作家協會」擔任協會「祕書長」，曾任《亞洲華文作家雜誌》總編輯。

## 家庭
他的父親是黃埔軍校教官及抗日將領符岸壇，妻子是作家丘秀芷。